# Hiromi Itō
Hiromi Itō (jap. 伊藤 比呂美, Itō Hiromi; * 13. September 1955 in der Itabashi, Tokio) ist eine japanische Lyrikerin und Schriftstellerin. Sie wurde mit einer Vielzahl von Literaturpreisen, wie dem Gendaishi-Techō-Preis (1978), ausgezeichnet.

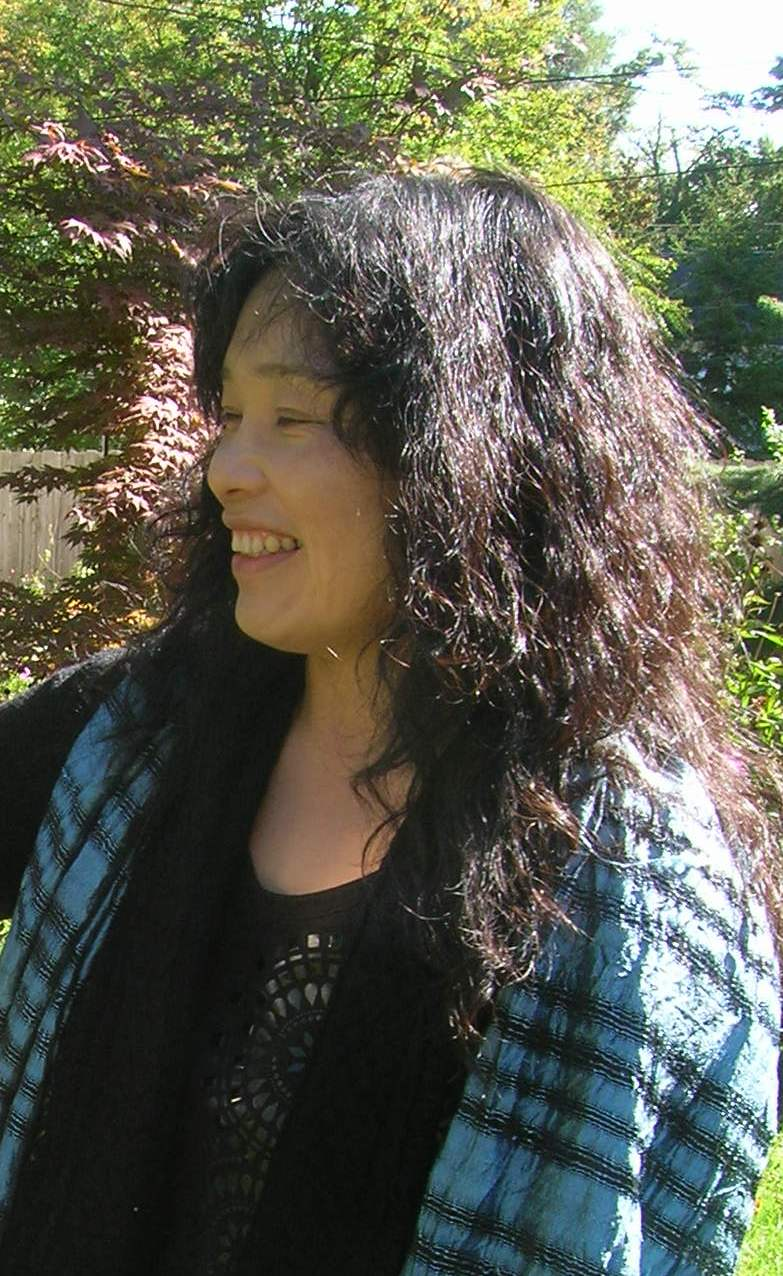
Hiromi Itō, 2009

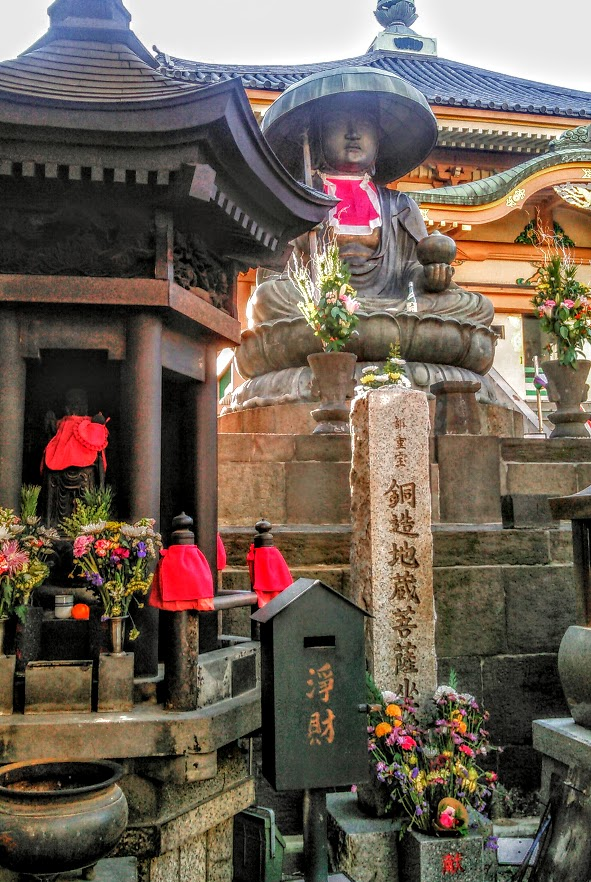
Sugamo Jizō

## Leben
Hiromi Itō studierte an der Aoyama-Gakuin-Universität Literatur. Während ihrer Studienzeit schrieb sie Gedichte. 1978 erhielt sie den  Gendaishi-Techō-Preis. 1983 heiratete sie den Jiddisten und Komparatisten Masahiko Nishi (* 1955). 1984 wurde ihre erste Tochter, 1986 die zweite Tochter und 1995 die dritte Tochter geboren. 1991 ließen sich Itō und Nishi scheiden, leben jedoch weiter zusammen. Itō veröffentlichte mit Nishi 1989 Papa wa Gokigen Naname („Papa ist schlecht gelaunt“), 1994 Onaka, Hoppe, Oshiri („Bäuchlein, Backe und Popo“) und 1995 Katei no Igaku („Medizin für den Hausgebrauch“) sowie drei Bände zum Thema Kindererziehung und Familienleben.
Nach der Hinwendung zum Essay und zur Prosaliteratur (zum Beispiel 1999; La niña, ausgezeichnet mit dem Noma-Literaturpreis; Nihon no Fushigi na Hanashi, 2004; Midori no Obasan, 2005) tritt Itō seit 2005 auch wieder mit Gedichten hervor. Für Kawara Arekusa (2005; „Wildes Gras am Flussufer“) erhielt sie 2006 den Takami-Jun-Preis, für Togenuki: Shin Sugamo Jizō Engi (2007; deutsch 2021: „Dornauszieher. Der fabelhafte Jizo von Sugamo“) 2008 den Hagiwara-Sakutarō-Preis sowie den Murasaki-Shikibu-Literaturpreis.
Itō  tritt als Lyrikerin international in Erscheinung. Anlässlich des Symposiums Japanische Schriftstellerinnen in Deutschland (1990) besuchte sie u. a. Berlin. In Innsbruck gab sie Mitte Oktober 2002 eine Lesung im Literaturhaus am Inn. Itō erkundete auch die Mongolei und in Japan zum Beispiel Okinawa und das südlich gelegene Kumamoto, in das sie 1984 zuerst reiste. 1997 zog sie nach Kalifornien. Bis zu seinem Tod 2016 lebte sie mit dem Künstler Harold Cohen und ihren Töchtern in Encinitas in der Nähe von San Diego.

## Literarisches Werk
Die in Japan heute weit anerkannte Literatin revolutioniert mit ihrer innovativen Sprache, ihren bisweilen beunruhigenden Aussagen und ihrem provokativen künstlerischen Temperament in den späten 1970er-Jahren die japanische Gegenwartslyrik. Die Wortfetischistin ist eine beeindruckende Performance-Künstlerin, die in ihren Lyriklesungen (erste wichtige Lesungen 1980 in einem Tempel in Tōkyō sowie in Okinawa 1985) weniger liest als auftritt: als „Schamanin der Poesie“ (shi no miko).
Während sie in den 1980er-Jahren eine führende Figur der nicht zuletzt durch sie populär gewordenen Frauenlyrik (josei-shi) ist, beschäftigt sie sich später mit dem Essay (zum Beispiel 1985; Yoi Oppai, Warui Oppai) und der Prosaliteratur (1999; La Niña). Ihre Themen sind der weibliche Körper, Sexualität und Gebären, Probleme mit den Müttern und den Männern. Aufsehen erregte ihr Gedicht „Kanoko töten“ (Kanoko koroshi), in dem sie sich in dem ihr eigenen Tonfall der fröhlichen Mitleidslosigkeit mit Abtreibungs- und Schwangerschaftserfahrungen auseinandersetzt. Ebenso behandelt sie Naturerscheinungen und die mündliche Überlieferung der amerikanischen Ureinwohner. Manche Interpreten wollen Itō als „nature writer“ verstehen (Morita). In Japan und international werden Itōs Texte jedoch nicht nur als Ökopoesie oder als Zeugnisse eines ausgeprägten feministischen Bewusstseins und der daraus folgenden Denunziation des japanischen Patriarchats (ein Beispiel ist das ins Deutsche übersetzte Gedicht „Harakiri“; enthalten in der Anthologie „Mutter töten“) gelesen, sondern als Wortkunst. Die Texte, die häufig auf Mythologisch-Archaisches und auf regionale, indigene Traditionen zurückgreifen, inspirierten und inspirieren Künstler wie den Fotografen Nobuyoshi Araki und viele junge Talente der lebendigen zeitgenössischen Lyrikszene in Japan. Das U.S.-Japan Women’s Journal widmete Ito mit Heft 32/2007 eine Spezialausgabe.

### Deutsche Übersetzungen
- Hiromi Itō: Mutter töten. Gedichte und Prosa. Aus dem Japanischen von Irmela Hijiya-Kirschnereit. Residenz Verlag, Salzburg und Wien 1993, ISBN 3-7017-0825-8.
- Hiromi Itō und Masahiko Nishi: Das anarchische Aschenputtel. Märchen als Medizin für den Hausgebrauch. Aus dem Japanischen von Richmond Bollinger und Yoriko Yamada-Bochynek. Residenz Verlag, Salzburg und Wien, 1999. ISBN 3-7017-1099-6.
- Hiromi Itō: Dornauszieher. Der fabelhafte Jizo von Sugamo. Roman. Aus dem Japanischen von Irmela Hijiya-Kirschnereit. Matthes & Seitz Verlag, Berlin 2021, ISBN 978-3-75180-034-1.
- Hiromi Itō: Hundeherz. Roman. Aus dem Japanischen von Irmela Hijiya-Kirschnereit. Matthes & Seitz Verlag, Berlin 2024, ISBN 978-3-7518-0966-5.